# Our Man in Paris
Albums de Dexter Gordon
A Swingin' Affair
(1962) One Flight Up
(1964)
Our Man in Paris est un album de jazz enregistré en 1963 par le saxophoniste Dexter Gordon. Le titre de l'album fait référence au lieu où l'enregistrement a été réalisé. Dans cet album, Dexter Gordon (qui avait déménagé à Copenhague un an plus tôt) fait équipe avec ses collègues expatriés Bud Powell et Kenny Clarke, tous deux installés à Paris, et avec le parisien Pierre Michelot. Powell, Clarke et Michelot, sous le nom de The Three Bosses, avaient souvent joué ensemble à Paris depuis que Powell s'y était installé en 1959.
L'album a été remasterisé par Rudy Van Gelder en 2003 et sorti dans le cadre de la série RVG Edition du label Blue Note.

## Musique
L'intention initiale était de faire appel au pianiste Kenny Drew pour l'enregistrement et d'utiliser de nouvelles compositions de Gordon. Cependant, le pianiste choisit était Bud Powell, qui ne voulait pas jouer de nouvelles musiques, et des standards de jazz ont donc été sélectionnés pendant les répétitions. Les deux morceaux ajoutés à la version CD ont été publiés à l'origine par Blue Note dans l'album Bud Powell's Alternate Takes sortit en 1985.

## Réception de la critique
Le Penguin Guide to Jazz lui a donné une note maximale de quatre étoiles et l'a ajouté à la collection de référence, commentant que le jeu de Gordon dans A Night in Tunisia « est l'une de ses meilleures performances sur disque » et concluant que l'album est « un classique » . La critique de la version remastérisée de 2003 dans The Guardian était tout aussi positive, affirmant qu'il s'agit de « l'un des classiques absolus ».

## Liste des titres
| No | Titre                   | Durée |
| -- | ----------------------- | ----- |
| 1. | Scrapple from the Apple | 7:22  |
| 2. | Willow Weep for Me      | 8:47  |
| 3. | Broadway                | 6:44  |
| 4. | Stairway to the Stars   | 6:57  |
| 5. | A Night in Tunisia      | 8:15  |

| 1. | Our Love is Here to Stay | 5:39 |
| 2. | Like Someone in Love"    | 6:19 |

## Participants

### Musiciens
- Dexter Gordon – saxophone ténor (sauf pour le titre 7)
- Bud Powell – piano
- Pierre Michelot – basse
- Kenny Clarke – batterie

### Production
- Francis Wolff - production et photographie de couverture
- Reid Miles - conception de la couverture
- Claude Ermelin - ingénierie d'enregistrement
- Ron McMaster - Ingénierie de transfert numérique